# Baltimore (Irlande)
Pour les articles homonymes, voir Baltimore (homonymie).
Baltimore est un village situé dans le sud-ouest de l'Irlande dans le Munster, comté de Cork.
En 1631, la ville est dépeuplée après le terrible sac de Baltimore effectué par des pirates barbaresques de la regence d'alger.

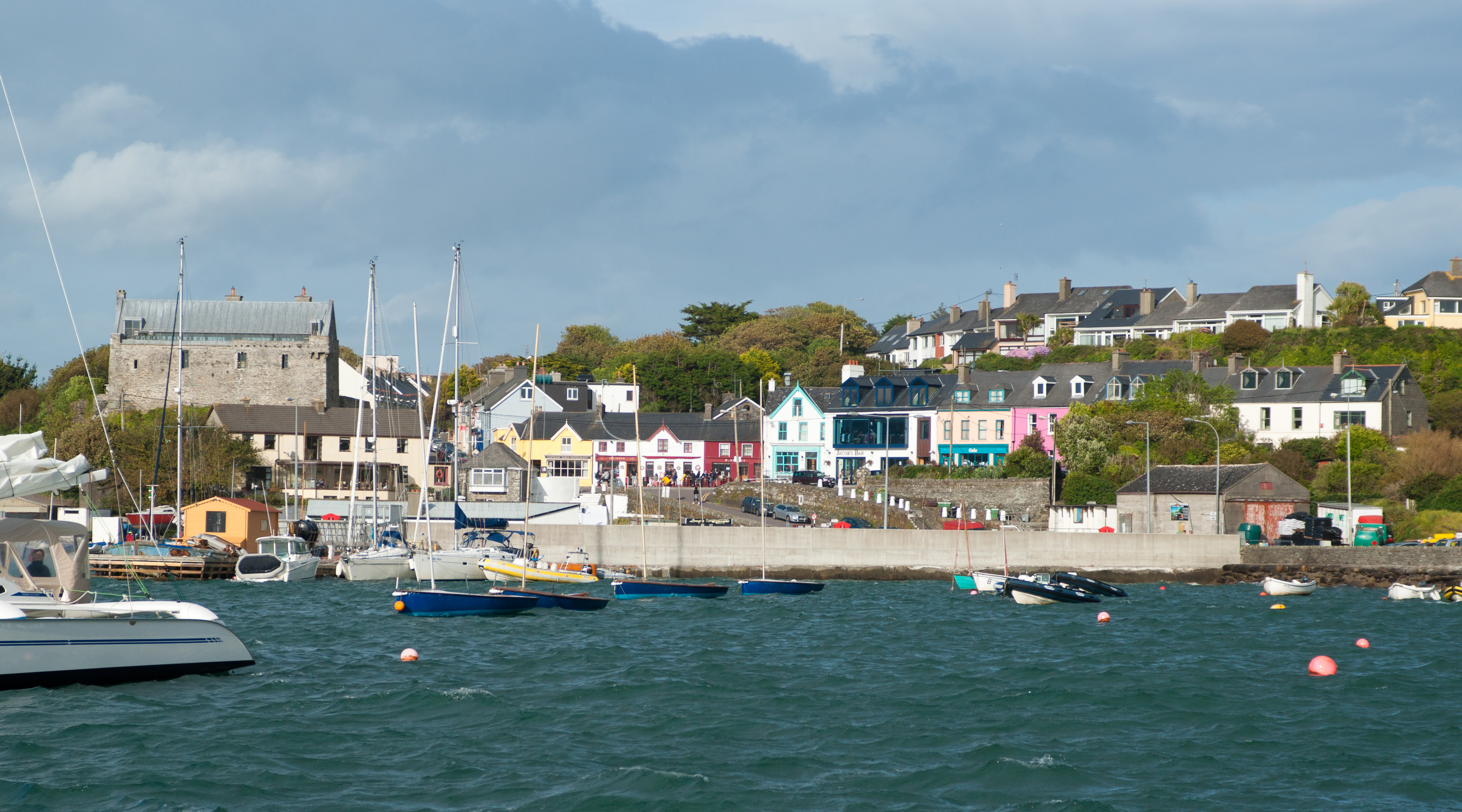
Baltimore vue depuis le port.